# Strada statale 403 del Vallo di Lauro
La ex strada statale 403 del Vallo di Lauro (SS 403), ora strada provinciale ex SS 403 del Vallo di Lauro (SP ex SS 403), è una strada provinciale italiana che collega San Paolo Bel Sito, nella città metropolitana di Napoli e Forino, in provincia di Avellino.

## Percorso
Il percorso inizia da San Paolo Bel Sito, ad incrocio con la ex strada statale 367 Nolana Sarnese; attraversa Liveri e subito dopo entra nel comune di Marzano di Nola dove dalla strada si scorge una torre medioevale risalente al XIV secolo. Entra nei comuni di Pago del Vallo di Lauro e di Lauro, dopodiché, attraversato Moschiano, c'è un tratto della ex statale che si sviluppa sui monti che accingono Forino. La statale termina nella frazione Celzi di Forino, collegandosi alla ex strada statale 88 dei Due Principati.
In seguito al decreto legislativo n. 112 del 1998, dal 17 ottobre 2001 la gestione è passata dall'ANAS alla Regione Campania, che nella stessa data ha ulteriormente devoluto le competenze alla Provincia di Avellino.